# Plethodon jordani
La salamandra dalle guance rosse (Plethodon jordani) nota anche come salamandra di Jordan, salamandra dalle guance rosse di Jordan o salamandra dei boschi appalachiani, è una specie di salamandra della famiglia Plethodontidae. È endemica dei Monti Appalachi nel sud-est degli Stati Uniti.

## Descrizione
La salamandra dalle guance rosse è di un colore grigio acciaio uniforme con vistose macchie rosse, arancioni o gialle sui lati della testa. Si pensa che la  salamandra imitatrice (Desmognathus imitator) sia un lontano parente, ed è molto simile nell'aspetto, ma ha una linea pallida che unisce la mascella all'occhio e ha zampe posteriori più robuste. Può arrivare a una lunghezza di 18,5 cm.

## Areale e habitat
Gli individui di Plethodon jordani si trovano nelle Great Smoky Mountains dal monte Sterling alle montagne a nord di Bryson City. L'ibridazione avviene con il congenere Plethodon metcalfi a Hyatt Ridge, che collega le Great Smoky Mountains con i Balsam nell'angolo sud-orientale del Great Smoky Mountains National Park. La zona di ibridazione è larga 4230 metri e si estende da Spruce Mountain a Heintooga Overlook. Gli ibridi mostrano diverse quantità di rosso sulle guance e diversa oscurità del ventre. Il trapianto di entrambe le specie tra le due catene montuose ha prodotto una frequenza di ibridi molto più bassa di quella che ci si aspetterebbe da un accoppiamento casuale, suggerendo quindi che si verifica una forte selezione contro gli ibridi o un accoppiamento assortativo positivo. Un'altra zona di ibridazione si verifica con il congenere Plethodon Shermani e si estende lungo una linea da Franklin. Questi ibridi sono caratterizzati sia da guance rosse che da zampe rosse. Un ibrido finale esiste con il congenere Plethodon teyahalee nella stretta zona altitudinale in cui le due specie si sovrappongono. Questi ibridi si verificano in tutto l'intervallo di P. jordani, ma rappresentano solo lo 0,05% della popolazione. Questo ibrido è caratterizzato da una miscela di rosso sulle guance e macchie bianche su altre parti del corpo.
L'altitudine più bassa a cui è stato trovato un individuo è di 868,68 metri e da lì si estende fino alla cima del Clingman's Dome, il punto più alto delle Great Smoky Mountains a 2024,786 metri. L'altitudine più bassa a cui si trova P. jordani su un particolare pendio è mediata dal clima locale e cambia con la direzione della parete del pendio. Gli individui si trovano normalmente fino a 900 metri sui pendii esposti a nord e fino a 1500 metri sui pendii esposti a sud.
Plethodon jordani favorisce un clima umido e fresco, che si trova normalmente nelle altitudini più elevate. Si trova su pendii fittamente boscosi e può essere trovato tra la lettiera di foglie o sotto vecchi tronchi marci o cortecce. P. jordani convive con altre 10 specie di salamandre e comprende il 73,6% degli individui.